# بيبي ماداها
بيبي ماداها (بالإنجليزية: Baby Madaha)‏ (من مواليد 19 نوفمبر 1988، موانزا في تنزانيا) هي مُمثلة وموسيقية تنزانية. فازت ماداها في مُسابقة غناء محلية تُسمى (بالإنجليزية: Bongo Star Search)‏. اشتهرت بيبي ماداها أكثر بعد أدائها لأُغنية «حُب» (بالإنجليزية: Amore)‏. شاركت في أفلام عديدة أبرزُها «مُبارك من الله» (بالإنجليزية: Blessed by god)‏ وفيلم «تيفو لا مواكا» (بالإنجليزية: Tifu la mwaka)‏ وفيلم «ميسوكوسوكو» (بالإنجليزية: Misukosuko)‏ وفيلم «شُعاع الأمل» (بالإنجليزية: Ray of hope)‏. في عام 2013، وقعت ماداها مع شركة إنتاج موسيقية كينية تُسمى «كاندي أند كاندي» (بالإنجليزية: Candy n Candy)‏.